# تشارلز إي. جونز
تشارلز إي. جونز هو سياسي كندي، ولد في 19 يناير 1881، وتوفي في 1 سبتمبر 1948. انتخب عمدة فانكوفر (1947 – 1948).